# Carapus acus
Il galiotto o fierasfer (Carapus acus) è un pesce osseo marino della famiglia Carapidae.

## Distribuzione e habitat
È presente nel mar Mediterraneo di cui è stato al lungo considerato endemico ma sembra essere diffuso anche in alcuni settori dell'Oceano Atlantico orientale, soprattutto presso le isole Canarie.

Questa specie vive da parassita di oloturie delle specie Stichopus regalis ed Holoturia tubulosa (e forse anche di altre specie degli stessi generi), vive all'interno del tubo digerente di questi Echinodermi.

## Descrizione
Si tratta di un pesciolino molto lungo e sottile, con testa piccola e corpo serpentiforme. La bocca è grande in rapporto alla testa e supera l'occhio di un breve tratto. I denti sono numerosi e piccoli. Pinna dorsale e pinna anale sono lunghe, basse ed unite al termine del corpo in una punta acuta. La pinna caudale è indistinta. La pinna anale termina in corrispondenza delle pinne pettorali (nell'affine galiotto dentato finisce più indietro), la dorsale inizia più indietro. Le pinne pettorali sono abbastanza grandi, strette ed allungate, le pinne ventrali invece mancano del tutto. L'ano è posto anteriormente alle pinne pettorali. Le scaglie sono assenti.

Il colore è bruno chiaro con qualche macchietta più scura e punti rossi e dorati. Il corpo di questo pesce è quasi del tutto trasparente e si possono vedere distintamente la colonna vertebrale e gli organi interni. L'occhio è argenteo.

Può misurare fino a 20 cm nell'ultimo stadio larvale e non più di 10 cm nell'adulto.

## Biologia

### Alimentazione
Si ciba di solito degli organi interni dell'ospite, soprattutto delle gonadi e dei polmoni acquiferi; quando viene espulso cattura invertebrati bentonici. Le larve sono planctofaghe.

### Riproduzione
Le uova sono pelagiche e sono deposte in estate in gruppi di migliaia che formano ammassi galleggianti di colore giallo. Le larve del primo stadio sono denominate vexillifer e portano un'appendice lunga ed ornata di frange sul dorso; le larve del secondo stadio sono note come tenuis e sono associate alle oloturie, senza appendice dorsale, trasparentissime, molto sottili e con testa piccolissima.

### Simbiosi
La peculiare biologia di questo caratteristico pesce ha fatto sì che venisse molto studiata. L'adulto penetra nell'ano dell'oloturia dalla coda (la larva tenuis invece dalla testa), staziona nell'ultima parte dell'intestino e riesce a respirare sia grazie alla corrente d'acqua che l'Echinoderma mantiene nel tubo digerente che a causa di appositi movimenti che fa il pesce. Un'oloturia può ospitare più di un Carapus acus ma in tal caso di solito si eviscera spontaneamente espellendo gli ospiti. Gli organi persi vengono ricostituiti in qualche settimana.